# ORP Ślązak (2015)
L'ORP Ślązak (241) est un patrouilleur hauturier de la marine polonaise, anciennement connu sous le nom de corvette de classe Gawron. Le navire est nommé Ślązak (en polonais : Silésien). Il s’agit d’une variante sous licence du projet MEKO A-100 développé par Blohm + Voss.

## Construction
En 1997, la Pologne a été invitée à rejoindre l’OTAN et elle en est devenue un État membre le 12 mars 1999. En décembre 1997, des représentants du ministère de la Défense nationale et de la marine polonaise ont choisi un concept pour les futures corvettes polyvalentes. Des demandes de renseignements ont été envoyées à quatre chantiers navals étrangers au Royaume-Uni, aux États-Unis, en Allemagne et en Suède. La commission a décidé d’opter pour la corvette allemande MEKO A-100 conçue par Blohm + Voss. Le projet technique a été approuvé en 2001. Un accord final avec le chantier naval de la marine polonaise de Gdynia a été signé le 27 novembre 2001 pour la construction d’une corvette Projekt 621 (désignation de chantier naval Gawron), d’une deuxième corvette (facultative) et de cinq corvette consécutives (facultatives). Dans le même temps, le chantier naval a signé un accord de licence d’une valeur de 60 millions de złoty pour l’utilisation du concept MEKO A-100. La quille du premier navire a été posée le 28 novembre 2001 en présence du Premier ministre polonais Leszek Miller.
En 2000 et 2002, la marine polonaise a commandé deux anciennes frégates de classe Oliver Hazard Perry de l’United States Navy. Le 23 décembre 2002, le financement a été réduit à une seule corvette. Contrairement à l’acquisition d’avions de combat multirôles financés séparément du budget de la Défense nationale, le programme n’était pas une priorité pour les Forces armées et souffrait d’un financement insuffisant. Le coût a été initialement fixé à 250 millions de złoty par navire. En 2003, le coût total estimé d’une seule corvette de classe Gawron était estimé à 850 millions de złoty, en 2005 à environ 1,1 milliard de PLN. Enfin, en 2012, les chiffres sont passés à 1,5 milliard de złoty (360 millions d’euros),.
En 2007, le chantier naval a attribué à l’italien Avio un contrat de 10 millions de dollars pour la fourniture du système de propulsion CODAG. En 2008, la coque était à 80 % d’achèvement lorsque la crise financière a éclaté. En 2009, le budget de la défense a été réduit de 5 milliards de złoty. Cela a conduit à reporter la décision de commander les systèmes de combat d’une valeur de 824 millions de złoty qui avaient été négociés avec Thales en 2008.
L’armement prévu des navires comprenait des missiles sol-air RIM-162 ESSM et RIM-116 RAM, des missiles antinavires RBS-15 Mk 3 et des torpilles MU90 Impact. Le 16 septembre 2009, la coque déjà équipée de moteurs, de turbines, de générateurs, d’arbres d'hélice et de climatiseurs a achevé pour la première fois le lancement technique. Dans le même temps, le ministère de la Défense a décidé de suspendre le financement des corvettes. En avril 2011, le tribunal a déclaré Naval Shipyard en faillite. Le 24 février 2012, le programme Gawron a été annulé. 
À cette époque, la coque était en grande partie achevée pour un coût de 402 millions de złoty (environ 130 millions de dollars américains), mais l’équiper de systèmes de combat aurait coûté 1 milliard de złoty supplémentaires (environ 320 millions de dollars américains).
Le 23 septembre 2013, une annexe au contrat de construction de 2001 a été signée pour terminer l’unique unité en tant que patrouilleur. En raison de changements de conception, le nom de code du programme a été changé en Projekt 621M. La conception modulaire et les systèmes de l’ORP Ślązak permettent de l’adapter à la configuration corvette à l’avenir.
En décembre 2013, le Groupe Thales a été sélectionné comme fournisseur de la suite de missions pour un contrat d’une valeur de 100 millions d’euros. Un contrat avec Thales pour la livraison du système de combat intégré du Ślązak a été signé en mars 2014. L’accord comprend le système de gestion de combat TACTICOS, le radar de surveillance SMART-S Mk2, le radar de conduite de tir STING-EO Mk2, le système d’observation électro-optique et de contrôle de tir MIRADOR et le système de liaison de données tactiques LINK 11/16.
Le 2 juillet 2015, l’ORP Ślązak a été baptisé lors de la cérémonie officielle de lancement, devenant ainsi le premier nouveau navire de la marine polonaise en 21 ans, depuis le lancement du dragueur de mines ORP Wdzydze (TRB 646) en 1994. Il devait être mis en service en novembre 2016, mais en 2016, sa mise en service a été retardée jusqu’en 2018 et en 2018, jusqu’en 2019.
En 2016, le navire a subi des essais de systèmes, y compris la salle des machines, les générateurs de puissance, les consoles de contrôle de tir et le système hydraulique soulevant et abaissant les bateaux. Il sera équipé de bateaux pneumatiques Markos MK-500 à six places et de bateaux pneumatiques à coque rigide MK-790 de quinze places. Le canon principal OTO Melara Super Rapid MF L/62 a été monté le 15 juin 2016.